# 克丘瓦亞區
克丘瓦亞區（西班牙語：Distrito de Quechualla），是秘魯的一個區，位於該國南部阿雷基帕大區的拉烏尼翁省，始建於1835年5月4日，面積138.37平方公里，海拔高度1,980米，2005年人口305，人口密度每平方公里2.2人。